# 핀란드 은행
핀란드 국립은행(핀란드어: Suomen Pankki, 스웨덴어: Finlands Bank)은 핀란드의 국영은행이다. 세계에서 4번째로 오래된 중앙은행이다..

## 역사
핀란드 국립은행은 1812년 러시아 제국의 알렉산드르 1세가 투르쿠에 처음 설립했다. 1819년 헬싱키로 이전했으며 핀란드 마르카 발행을 1999년 유로화 도입 이전까지 조절했다.

## 기능 및 소유
핀란드 국립은행은 핀란드의 중앙은행이자 유럽 은행 체제의 일원이다. 핀란드의 통화기구이며 국가의 통화 공급과 외화 보유 조절의 책임이 있다.
핀란드 국가 소유이며 핀란드 의회가 관할한다. 의회에는 감독 위원회와 은행위원회가 별도로 운영되며 위원회는 은행의 행정에 관여하고 의회감독위원회가 타은행과의 입장 조율 및 은행의 활동에 대해 전반적으로 감독하는 역할을 수행한다. 핀란드 은행법에 따라 운행되며 이 법안은 1998년 통과된 것이다.

## 기구
책임자로서 가장 높은 사무관은 현재 에르키 리카넨이며 위원회를 주관한다.

### 핀란드 국립은행 위원회원
- 에르키 리카넨 : 담당관
- 펜티 하카라이넨 : 부담당관
- 시니카 살로
- 세포 혼카포하[3]

## 같이 보기
- 핀란드의 경제